# Rallus indicus
El rascón asiático o rascón con mejilla marrón (Rallus indicus) es una especie de ave gruiforme de la familia Rallidae nativa de Asia. Anteriormente era tratada como subespecie del rascón común (Rallus aquaticus) pero en la actualidad es considerada una especie separada.

## Distribución
Se reproduce en el norte de Mongolia, el este de Siberia, el noreste de China, Corea y en el norte de Japón. Migra durante el invierno a las regiones del sur de Japón, el este de China y el sureste de Asia. Las poblaciones que se reproducen en la isla japonesa de Hokkaidō migran casi todos hacia el sur, dirigiéndose principalmente hacia Corea, pero algunos pasan el invierno en las marismas costeras de Honshū. Sin embargo, en Japón la especie se ha vuelto bastante rara. 